# Персональная апостольская администратура святого Иоанна Марии Вианнея
 Персональная апостольская администратура святого Иоанна Марии Вианнея  (лат.  Apostolica Administratio Sancti Ioannis Mariae Vianney) — административно-территориальная церковная структура Римско-Католической церкви с центром в городе Кампус-дус-Гойтаказис, Бразилия. Персональная апостольская администратура святого Иоанна Марии Вианнея подчиняется непосредственно Святому Престолу и является единственной подобной административно-юридической структурой в Католической церкви. Данная церковная структура определяется канонически как персональная прелатура и создана для верующих епархии Кампуса, желающих объединиться со священнослужителями Священнического братства святого Иоанна Марии Вианнея. Кафедральным собором персональной апостольской администратуры святого Иоанна Марии Вианнея является церковь Непорочного Зачатия Пресвятой Девы Марии в городе Кампус-дус-Гойтаказис.

## История
С 3 января 1949 по 29 августа 1981 года епархией Кампуса управлял епископ Антониу де Кастро Майер, который выступал против литургических реформ II Ватиканского Собора и придерживался Тридентской мессы. 30 июня 1988 года он вместе с епископом Марселем Лефевром участвовал в рукоположении четырёх епископов без разрешения Святого Престола, за что был отлучён от Католической церкви. Священники епархии Кампуса, поддерживавшие епископа Антониу де Кастро Майера, образовали после его смерти в 1991 году Священническое братство святого Иоанна Марии Вианнея, аналогичное европейскому Священническому братству святого Пия X. Преемником Антониу де Кастро Майера стал епископ Личинио Рангел, который принял епископское посвящение от трёх епископов из Священнического братства святого Пия X.
В 2000 году, во время Юбилейного года, группа священников из Священнического братства святого Иоанна Марии Вианнея совершили паломничество в Рим, где их принял президент папской комиссии Ecclesia Dei кардинал Дарио Кастрильон Ойос. В 2001 году эти священники обратились к Римскому папе Иоанну Павлу II с просьбой о воссоединении со Святым Престолом. Этой группой священников был выпущен документ «Ответы на 48 вопросов нашего признания Святого Престола», в котором они объясняют свои расхождения со Священническим братством святого Пия X.
18 января 2002 года Римский папа Иоанн Павел II издал послание «Una Vox», которым образовал Персональную апостольскую администратуру святого Иоанна Марии Вианнея для верующих епархии Кампуса, желавших придерживаться Тридентской мессы. 28 июня 2002 года Иоанн Павел II признал епископское рукоположение Личинио Рангела и назначил его генеральным викарием Персональной апостольской администратуры святого Иоанна Марии Вианнея.

## Ординарии персональной администратуры
- епископ Licínio Rangel (18.01.2002 — 16.12.2002)
- епископ Fernando Arêas Rifan (16.12.2002 — по настоящее время)

## Источник
- Annuario Pontificio, Ватикан, 2007
- Послание Una Vox Архивная копия от 3 июня 2011 на Wayback Machine  (лат.)